# Hradčany-Kobeřice
Hradčany-Kobeřice jsou obec v okrese Prostějov v Olomouckém kraji. Žije zde 398 obyvatel.

## Historie
První písemná zmínka o obci pochází z roku 1160 z listiny krále Vladislava II., kde potvrzoval hradišťskému klášteru jeho statky.

## Obyvatelstvo

### Struktura
Vývoj počtu obyvatel za celou obec i za jeho jednotlivé části uvádí tabulka níže, ve které se zobrazuje i příslušnost jednotlivých částí k obci či následné odtržení.
| Místní části   | Místní části           | 1869 | 1880 | 1890 | 1900 | 1910 | 1921 | 1930 | 1950 | 1961 | 1970 | 1980 | 1991 | 2001 | 2011 | 2021 |
| -------------- | ---------------------- | ---- | ---- | ---- | ---- | ---- | ---- | ---- | ---- | ---- | ---- | ---- | ---- | ---- | ---- | ---- |
| Počet obyvatel | část Hradčany-Kobeřice | 715  | 745  | 766  | 730  | 810  | 739  | 810  | 628  | 625  | 554  | 432  | 358  | 410  | 435  | 392  |
| Počet domů     | část Hradčany-Kobeřice | 142  | 153  | 155  | 156  | 165  | 166  | 178  | 183  | 170  | 171  | 145  | 171  | 172  | 179  | 170  |

## Obecní správa
Obec Hradčany-Kobeřice vznikla roku 1960 sloučením dvou obcí, jimiž jsou Hradčany a Kobeřice.

### Části obce
- Hradčany
- Kobeřice

### Obecní symboly
Znak a vlajka byly obci uděleny rozhodnutím předsedy Poslanecké sněmovny Parlamentu České republiky dne 9. dubna 2002.

## Pamětihodnosti
- Kostel Bolestné Panny Marie
- kaplička svatého Františka Xaverského

## Osobnosti
- Rafael František Král (1922–1995) v Kobeřicích, římskokatolický salvatoriánský kněz, vysvěcen 1948, v letech 1950–1956 a 1962-1964 vězeň režimu. V letech 1971–1995 farář v Želči, excurrendo v Drysicích, Brodku u Prostějova a Vranovicích. Pochován v Prostějově.
- Antonín Špaček (1917–2007), veterán druhé světové války

## Galerie

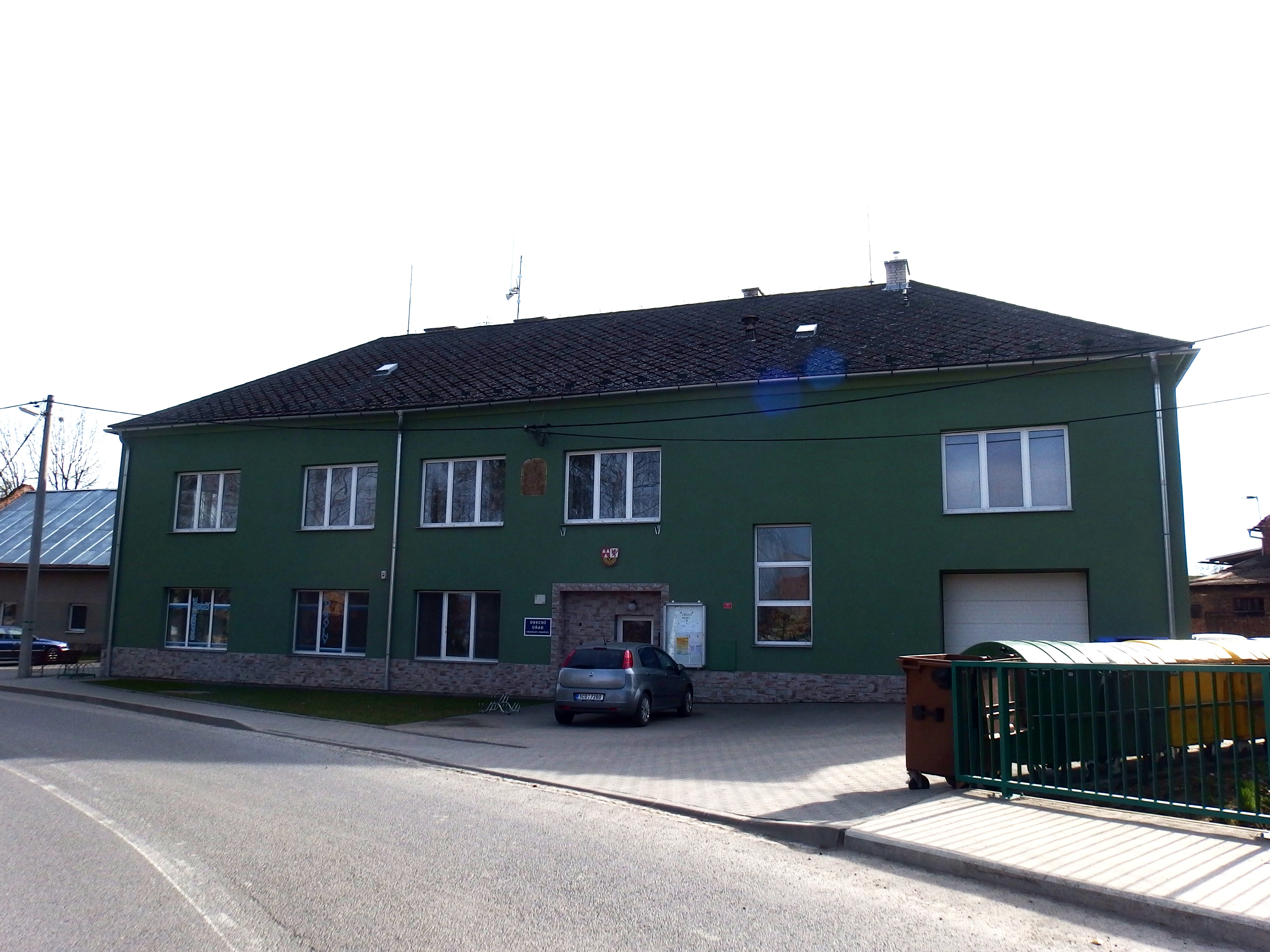
Obecní úřad
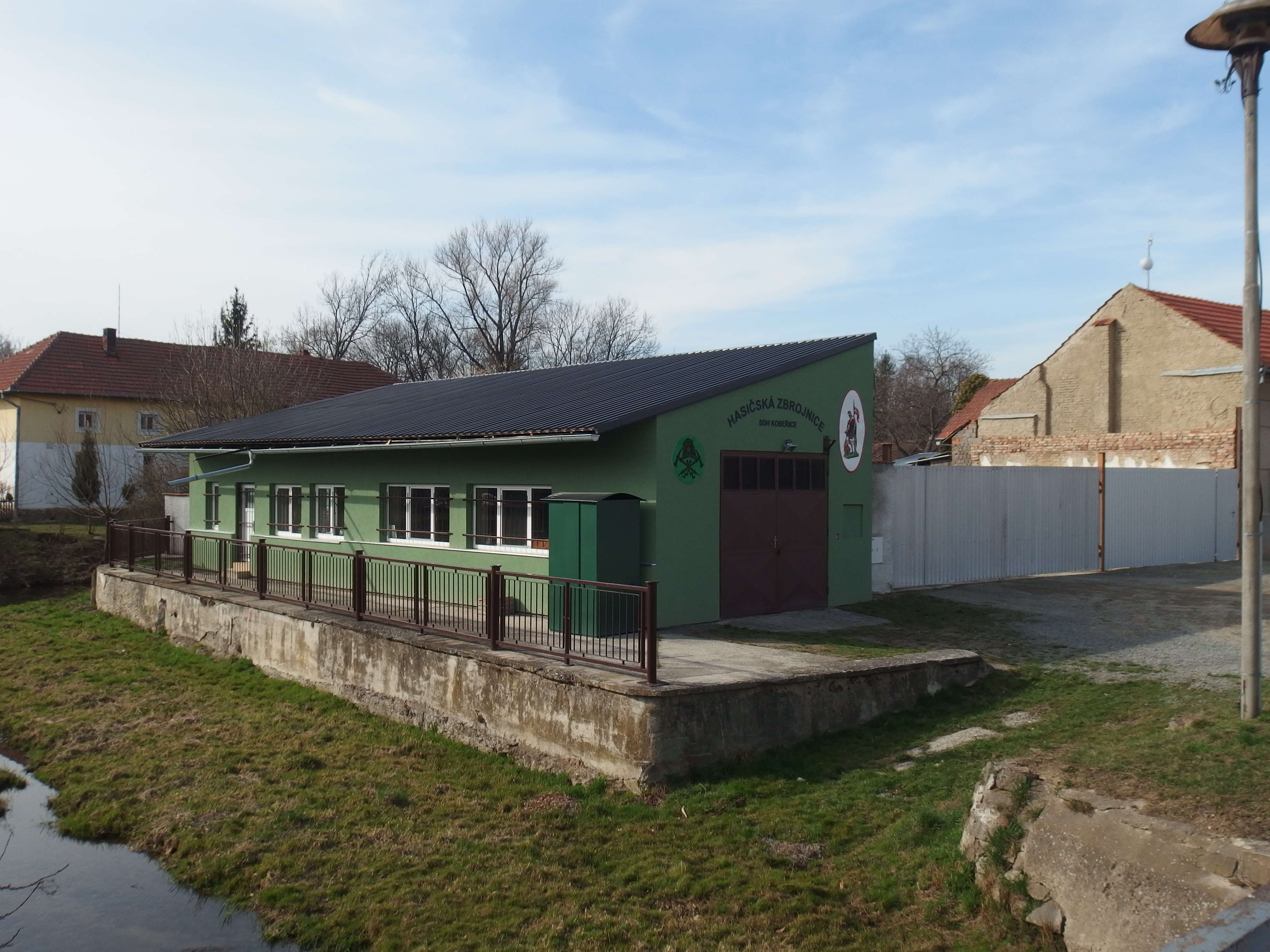
hasičská zbrojnice
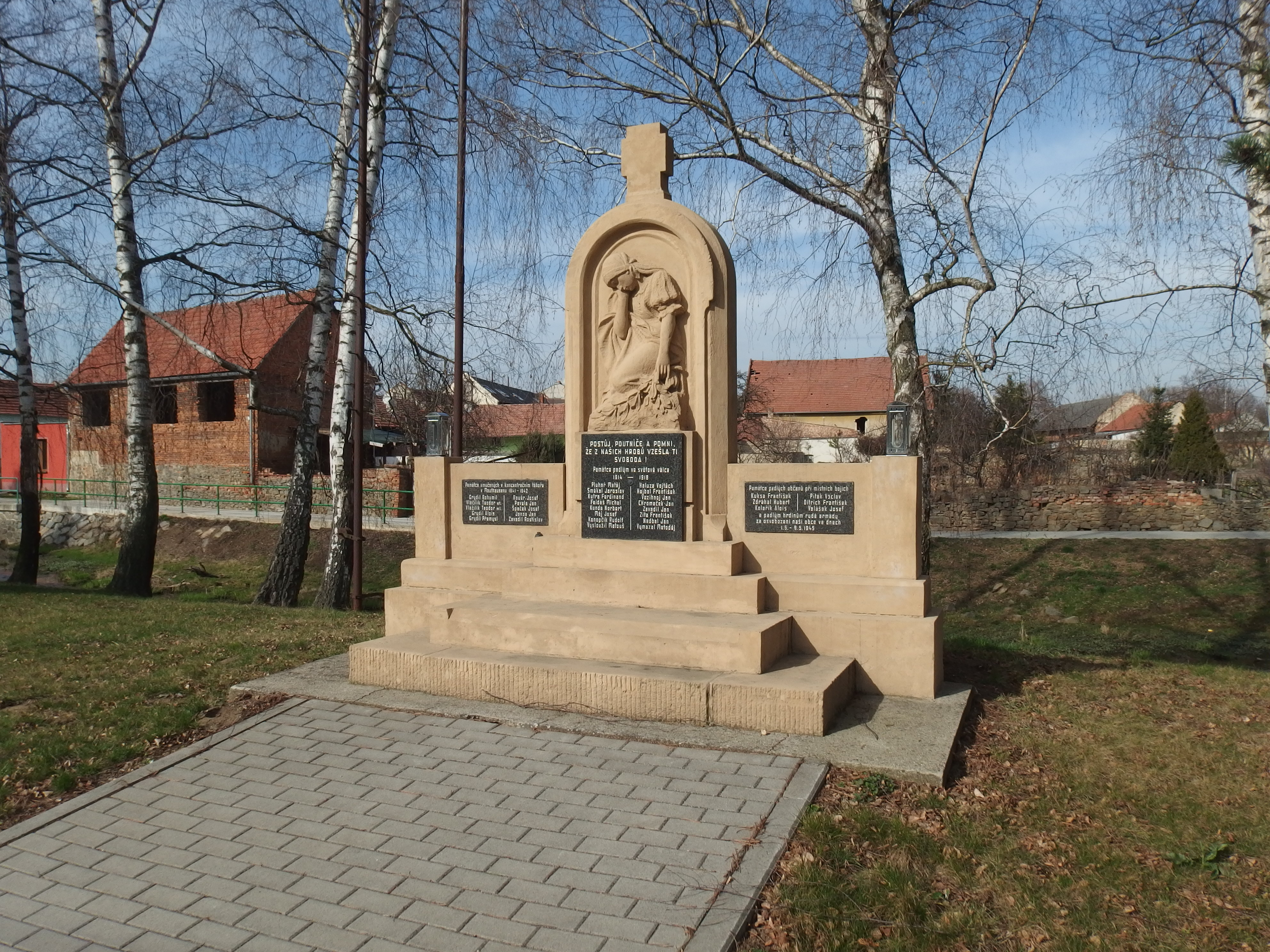
pomník první světové války
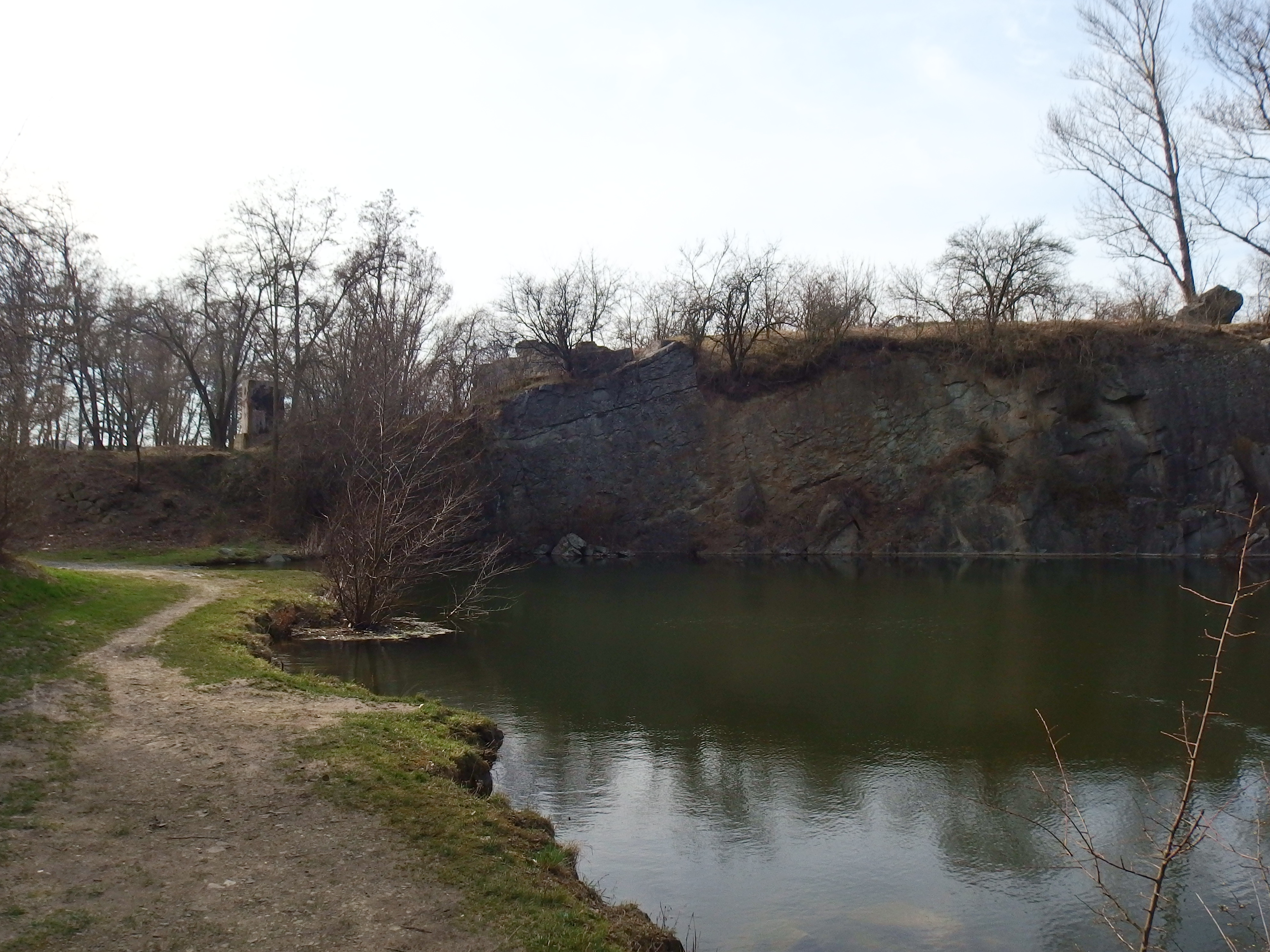
zatopený lom
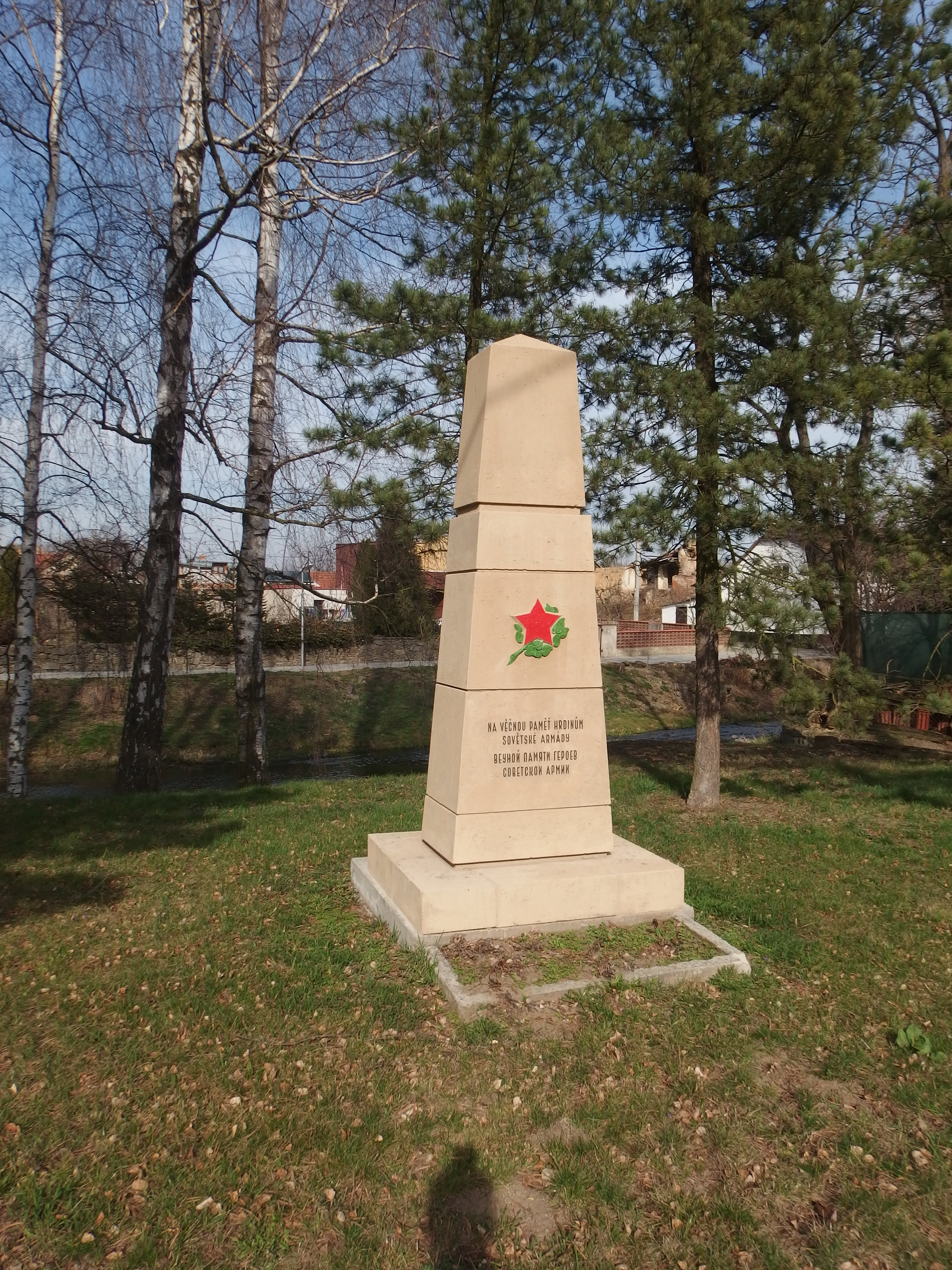
pomník druhé světové války
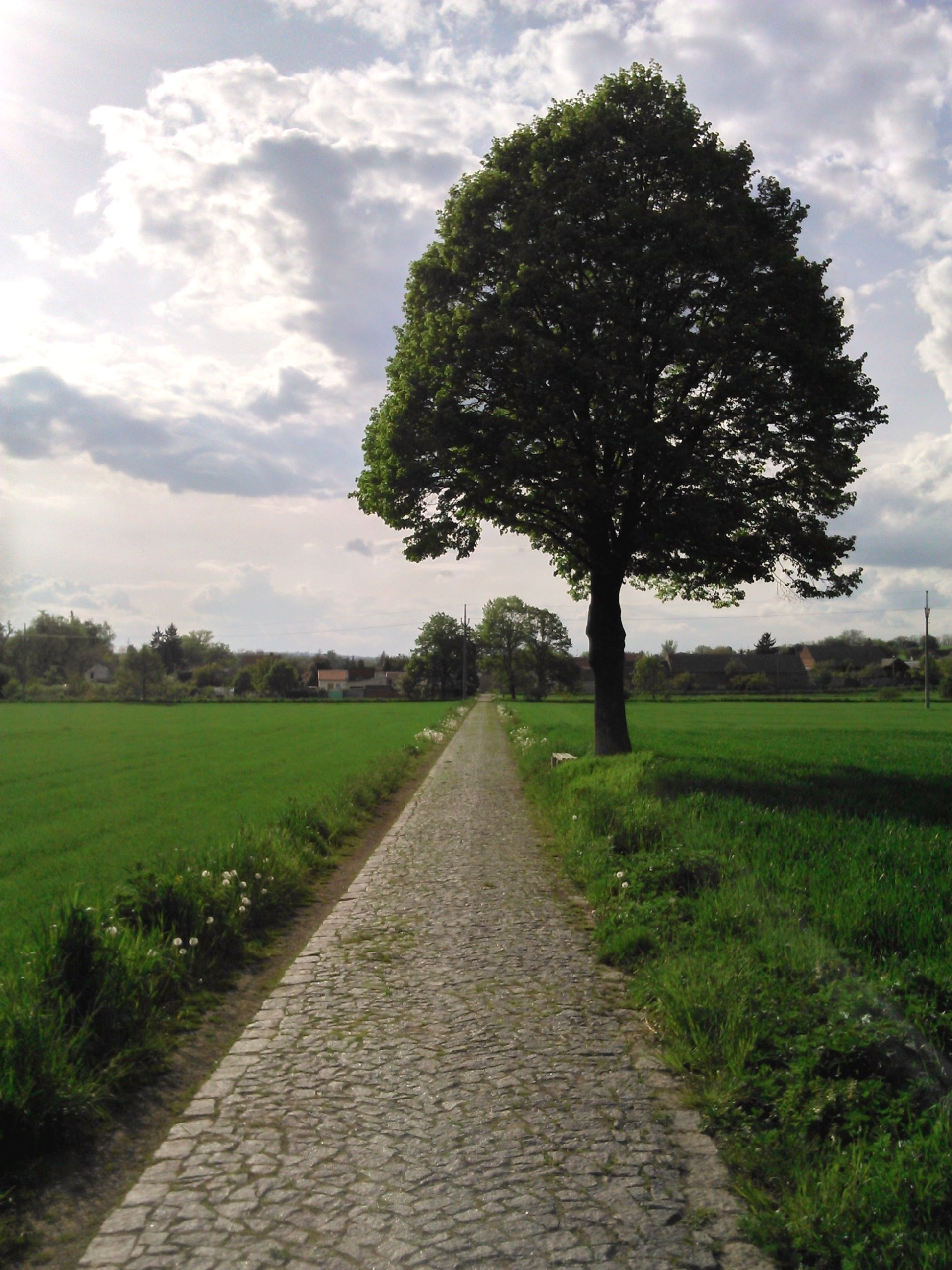
cestička mezi Dobromilice - Hradčany